# Macrocoeloma septemspinosum
Macrocoeloma septemspinosum is een krabbensoort uit de familie van de Majidae. De wetenschappelijke naam van de soort is voor het eerst geldig gepubliceerd in 1871 door Stimpson.